# 269252 Bogdanstupka
269252 Bogdanstupka è un asteroide della fascia principale. Scoperto nel 2008, presenta un'orbita caratterizzata da un semiasse maggiore pari a 3,1436075 UA e da un'eccentricità di 0,1243262, inclinata di 26,99031° rispetto all'eclittica.